# Lost (chanson de Noir Désir)
Singles de Noir Désir
Le vent nous portera
(2001) À l'envers à l'endroit
Pistes de Des visages des figures
À l'envers à l'endroit
(9) Bouquet de nerfs
(11)
Lost est une chanson de Noir Désir parue sur l'album Des visages des figures, en 2002.
Elle est éditée en single en 2002 couplée avec une piste instrumentale inédite, Baiser cannibale, et d'une version acoustique de Son style 1 baptisée Son style 3.
Son clip a été réalisé par Henri-Jean Debon.
Lost est intégrée dans la compilation Soyons désinvoltes, n'ayons l'air de rien (2011). Le DVD fourni avec l'édition Deluxe comprend les vidéos d'un spot de pub TV, une archive de la session d'enregistrement et le clip.

## Titres du disque
- CD 3 titres

1. Lost - 3:23
2. Baiser Cannibale - 3:21
3. Son style 3 - 3:36

## Personnel
- Bertrand Cantat : chant, guitare
- Serge Teyssot-Gay : Guitare
- Jean-Paul Roy : basse
- Denis Barthe : batterie, percussions
- Nick Sansano : producteur (1 et 3)
- Cyrille Taillandier : assistant producteur (1 et 3)
- Jean Lamoot : producteur (2)

## Charts
| France | Belgique | Italie | Pays-Bas |
| ------ | -------- | ------ | -------- |
| 50     | -        | -      | -        |